# Głusk
Głusk è un comune rurale polacco del distretto di Lublino, nel voivodato di Lublino.
Ricopre una superficie di 64 km² e nel 2004 contava 6 967 abitanti.